# Dwór w Lubkowie
Dwór w Lubkowie – zabytkowy dwór wybudowany w 1757 r., w miejscowości Lubków – wsi w Polsce, w województwie dolnośląskim, w powiecie bolesławieckim, w gminie Warta Bolesławiecka, na Pogórzu Kaczawskim w Sudetach, na pograniczu z Niziną Śląsko-Łużycką (Równiną Chojnowską).
Zabytek przebudowany w drugiej połowie XIX w. jest obecnie domem mieszkalnym.